# Philip Markoff
Philip Haynes Markoff (12 de febrero de 1986 – 15 de agosto de 2010) fue un estudiante de medicina estadounidense acusado del asesinato de Julissa Brisman en un hotel de Boston el 14 de abril de 2009, y distintos robos a mano armada.
Markoff sostuvo su inocencia ante los cargos y se declaró no culpable en su comparecencia. Un gran jurado acusó a Markoff de asesinato en primer grado, robo a mano armada y otros cargos.
El 15 de agosto de 2010, Markoff murió por suicidio en la cárcel de Nashua Street, en Boston, donde estaba esperando su juicio. Markoff fue uno de varios criminales descritos por los medios de comunicación como el "asesino de Craigslist", porque al parecer el asesino había conocido a sus víctimas a través de anuncios colocados en el sitio de Internet Craigslist. Dos de las presuntas víctimas de Markoff estaban ofreciendo servicios eróticos en dicha página.

## Antecedentes
Philip Markoff era hijo de Susan Haynes y Richard Markoff, dentista en Syracuse, Nueva York. Tenía un hermano mayor, Jonathan Markoff, y una media hermana (cuyo padre era el segundo marido de Susan; Gary Carroll, banquero). Se graduó en 2004 en la Escuela Secundaria Vernon-Verona-Sherrill, donde fue miembro de la Sociedad Nacional de Honor, el Club de Historia, la Corte de la Juventud, y los equipos de bolos y golf de la escuela.
Después de la escuela secundaria, Markoff asistió a la Universidad de Albany donde estudió premedicina. Se graduó en dicha universidad en 2007, y solicitó una plaza en varias facultades de medicina después de tomar el MCAT (Medical College Admision Test, o Test de Admisión de la Facultad de Medicina. Era estudiante de segundo año de medicina en la Escuela de Medicina de la Universidad de Boston en el momento de los crímenes. Fue suspendido de la escuela después de los cargos penales presentados contra él.
Markoff conoció a Megan McAllister, nativa de Nueva Jersey, en 2005, cuando ambos eran voluntarios en la sala de emergencia del Albany Medical Center Hospital (Centro Médico del Hospital de Albany). Se comprometieron a casarse, con su boda prevista para el 14 de agosto de 2009. McAllister iba a comenzar la escuela de medicina en el otoño de 2009.

## Robos y asesinato
Markoff fue sospechoso en tres robos, uno de los cuales incluyó un asesinato.
- El 10 de abril de 2009, Trisha Leffler (una acompañante) fue atada, amordazada y robada a punta de pistola en el Westin Copley Place Hotel en Boston.[12]
- Julissa Brisman (que había publicado un anuncio en línea ofreciendo servicios de masaje) fue encontrada muerta el 14 de abril de 2009, en el Copley Marriott, también en Boston.[8][20][21]
- Cynthia Melton (una bailarina exótica que ofrecía servicios de baile erótico) fue víctima de un intento de robo el 16 de abril de 2009, en un Holiday Inn Express en Warwick, Rhode Island.[9]

La policía sospechaba que los tres delitos –próximos en el tiempo y similares en muchos sentidos– fueron cometidos por la misma persona. Las imágenes de cámaras de seguridad, la actividad del teléfono móvil y las pruebas de correo electrónico llevaron a la policía a sospechar de Markoff en los incidentes del 10 de abril y 14 de abril, y fue arrestado el 20 de abril en Walpole, Massachusetts, mientras él y su novia estaban en camino al casino Foxwoods en Connecticut.
El 21 de abril fue procesado por la muerte de Brisman; el fiscal declaró que en el apartamento de Markoff se había encontrado una pistola semiautomática, restringidores de muñeca (esposas) y cinta adhesiva. Markoff se declaró inocente.
El 4 de mayo, funcionarios de Rhode Island emitieron una orden de detención de Markoff por el incidente del 16 de abril, aunque el Fiscal General del estado dijo que su procesamiento no avanzaría hasta que se resolvieran los cargos de Boston. Se esperaba que el juicio de Markoff comenzara en julio de 2010, pero posteriormente se retrasó hasta marzo de 2011.
La novia de Markoff afirmó inicialmente que creía en su inocencia, llamándolo "hermoso por dentro y por fuera", pero el 29 de abril visitó a Markoff en la cárcel para cancelar su boda. El 11 de junio, lo visitó una segunda vez y le dijo que no planeaba volver a verlo por "un largo período de tiempo, si es que alguna vez volvía".

## Suicidio
Markoff intentó suicidarse varias veces mientras estaba en la cárcel de Nashua Street. Un intento se hizo tres días después de su arresto, uno después de que su novia rompiera con él y otro el día en que su boda iba a tener lugar. En varias ocasiones estaba bajo vigilancia suicida o en la unidad psiquiátrica de la cárcel.
El 15 de agosto de 2010, un año y un día después de su boda, Markoff fue encontrado muerto en su celda. Había usado un cuchillo hecho con una pluma y un trozo de metal para cortar las arterias de sus tobillos, piernas y cuello. También ingirió papel higiénico y apretó una bolsa de plástico sobre su cabeza con una gasa. Además, había escrito el nombre de su exnovia y los de sus mascotas con su propia sangre en la pared de la celda, y las fotografías de los dos estaban tiradas en el suelo de la misma.

## Adaptaciones de los medios de comunicación
(Listados en orden cronológico)
- Un libro sobre el caso Markoff, Seven Days of Rage, the Deadly Crime Spree of the Craigslist Killer [Siete días de rabia, la juerga criminal mortal del asesino de Craigslist], de Paul La Rosa, fue publicado en 2009 por Simon & Schuster.[36][37]
- El episodio del 25 de abril de 2009 de la serie de televisión CBS News, 48 Hours Mystery, titulado "The Craigslist Killing: Case Overview", fue dedicado al caso.[30]
- Otro libro sobre el caso, Una cita con la muerte: La vida secreta del acusado "Craigslist Killer", escrito por Michele McPhee, fue publicado por St. Martin's True Crime Library el 25 de mayo de 2010.[38]
- Una película de televisión, The Craigslist Killer, que se estrenó en Life-Network el 3 de enero de 2011. Se basa en el libro de McPhee.
- El estreno de la Temporada 3 de Matar me hizo famoso, que se emitió el 8 de abril de 2017, relató el caso.
- El cuarto episodio de la Temporada 5 (2019) del programa Descubrimiento de la Investigación No ver el mal cubrió el asesinato de Julissa Brisman y la búsqueda de su asesino.[39]